# Slovenski narodnoosvobodilni svet
Slovenski narodnoosvobodilni svet (kratica SNOS) je bil med februarjem 1944 in oktobrom 1946 vrhovni predstavniški in zakonodajni organ slovenskega NOG in kasneje LRS. Njegov predhodnik je bil SNOO (Slovenski narodnoosvobodilni odbor), ki je obstajal kot politično-predstavniški organ Osvobodilne fronte že od septembra 1941, oktobra 1943 pa je bil na Zboru odposlancev slovenskega naroda v Kočevju izvoljen v novi, razširjeni (120-članski) sestavi, na svojem prvem zasedanju 19. februarja 1944 v Črnomlju pa se je ta preimenoval v SNOS. Na začetku je imel 120 članov.
Na prvem zasedanju je, ker je bila večina članov iz Ljubljane, Notranjske in Dolenjske, izvolil novih 20 predstavnikov iz Primorske, 21 iz Štajerske in 19 iz Koroške ter Gorenjske. V vojnem času to povečanje nikoli ni bilo izpeljano. Zasednje SNOS v Črnomlju je potekalo v stavbi Sokolskega doma, današnjem Kulturnem domu. 

Njegovi sestavni deli so bili zakonodajni odbor, komisija za ugotavljanje zločinov okupatorja in njegovih pomagačev za Slovenijo in verska komisija, druge komisije pa so bile pri njegovem predsedstvu, ki je bilo do razglasitve Narodne vlade Slovenije v Ajdovščini 5. maja 1945 obenem tudi izvršilni organ NOG in LRS.
Drugo zasedanje SNOS je bilo v Ljubljani 9. in 10. oktobra 1946. Z izvolitvijo ustavodajne skupščine LRS 27. oktobra 1946 je SNOS prenehal obstajati.